# 福島県道301号栗出菅谷線
福島県道301号栗出菅谷線（ふくしまけんどう301ごう くりですがやせん）は、福島県田村市にある一般県道である。

## 路線概要
- 起点：田村市大越町牧野字堺
- 終点：田村市滝根町菅谷字石神
- 総延長：3.018km[1]
  - 実延長：総延長に同じ
- 路線認定年月日：1959年8月31日[2]

### 道路施設
明神橋
明神側道橋
- 全長：13.6m
- 幅員：2.5m
- 竣工：1993年

滝根町菅谷字猿内入から字原屋敷、字島ノ松に至り、一級水系阿武隈川水系牧野川を渡る。

## 通過する自治体
- 福島県
  - 田村市

## 接続・交差する道路
- 国道349号（大越町牧野字堺（牧野交差点） 起点）
- 福島県道19号船引大越小野線（新町街道）（滝根町菅谷字石神（石神三叉路交差点） 終点）

## 沿線
- 大越転作技術研修センター